# میریام آلوز
میریام آپارسیدا آلوز (زاده ۱۹۵۲) نویسنده، فعال و شاعر برزیلی با تبار آفریقایی است.

## زندگی‌نامه
وی در سائو پائولو به دنیا آمد و در یازده سالگی شروع به نوشتن کرد او اولین ماشین تحریر خود را در هجده سالگی خرید. وی مدرک کار اجتماعی را به دست آورد و به عنوان مددکار اجتماعی در شهر سائوپائولو مشغول به کار شد. نوشته‌های وی بیشتر موضوعات نژاد و جنسیت، از جمله استانداردهای زیبایی اروپا در برزیل و نقش زنان در ساختن اجتماع را در بر می‌گرفت.

### مسافرتها
وی در سال ۲۰۱۰ به مدرسه پرتغالی در کالج میدبوری رفت و در آنجا به تدریس فرهنگ و ادبیات برزیل پرداخت. وی به دلیل تأثیرگذاری زیاد در ادبیات کوییلومبوج (آفریقایی-برزیلی)، ویزیتور ویژه دانشگاه نیومکزیکو بود. وی همچنین در مناظراتی دربارهٔ ادبیات آفریقایی برزیلی و فمینیسم در دانشگاه تگزاس، دانشگاه تنسی و دانشگاه ایلینویز شرکت کرد. به دلیل مسافرت بین‌المللی، او بخشی از جنبش‌هایی مانند جنبش ادبی معاصر آفریقایی و برزیلی در ایالات متحده است. حرکت به آن سوی مرزها: بعد بین‌المللی نوشتن زنان سیاه‌پوست در انگلیس و شعر سیاه در آلمان.
او یک بار به عنوان سخنران مهمان در کنفرانس بین‌المللی نویسندگان و محققان زن کارائیب در دانشگاه بین‌المللی فلوریدا در سال ۱۹۹۶ بود. او همچنین سخنرانی با عنوان "Invisibilidade da Literatura Afro-feminina: de Carolina de Jesus a Nós" در سمپوزیوم سخنرانان آمریکای لاتین در نیویورک در سال ۱۹۹۷ ارائه داد. وی همچنین اثر خود را با نام Resgate در وین، اتریش در نوامبر ۱۹۹۵ ارائه داد.

### آثار
میریام آلوز بخاطر فضای بسته‌ای که برزیل نسبت به نویسندگان آفریقایی و برزیلی داشت، دوران سختی برای انتشار آثارش داشت. آثار او نه تنها نقش فعالانه خود را در برابر شکاف نژادی به نمایش گذاشت بلکه بر تجربیاتی که او به عنوان یک زن آفریقایی و برزیلی با آن روبرو است تأکید کرد.